# Степан I
Степан I (хорв. Stjepan I; 988–1058) — король Хорватії у 1030—1058 роках.

## Життєпис
Походив з династії Трпимировичів. Був сином і спадкоємцем короля Крешимира III, за ім'ям якого гілка династії Трпіміровічів, починаючи зі Степана, історики називають Крешимировічами. 1008 одружився з представницею аристократичного роду Орсеоло. У 1028 році став співкоролем батька.
Після смерті батька Степан став новим королем, проте значні області країни були йому непідконтрольні. Найрозвиненіша частина країни, Далмація узбережжя, формально перебувало під владою Візантії, король Хорватії номінально правив ними як намісник, проте найбільші міста узбережжя були фактично незалежні. Славонія також належала Хорватії лише юридично. Фактично бани Славонії, що належали до іншої гілки Трпіміровічей — Светославичів, правили як незалежною державою.
Головною своєю метою Степана I вбачав у відновлені влади над Далмацією. Для цього він всіляко прагнув зміцнити союз з Візантією, сподіваючись з її допомогою послабити в Далмації вплив Венеційської республіки. Король Хорватії приділив велику увагу відновленню потуги війська і флота. У 1032 році він послав частину свого флоту на допомогу Візантії у війні з арабами.
У 1034 році зумів змусити володарів Дуклі, Захумлє і Травуньї визнати свою зверхність. Допомагав цим князівствам позбавитись залежності від Візантійської імперії. 1035 році намагався допомогти Альдаберу, графу Карантанії, але без успіху. Того ж року намагався укласти мирний договір з Візантією проти Венецією, проте теж марно. Між 1038 та 1041 роками за допомогою угорських військ захопив місто Задар.
У період правління Степана I швидко почали розвиватися міста центральної Хорватії — Біоград, Книн, Загреб, Сісак, а також міста Дубровник, Задар. Навколо розташованої в стратегічно важливому місці фортеці Книн виросло місто, в якому в 1040 році була заснована єпархія, а після того як до Книну зі Спліта переїхала резиденція хорватського архієпископа, він став релігійним центром країни. 1042 році вдалося укласти союз з новим візантійським імператором Костянтином IX Мономахом.
У 1046 році після повалення угорського короля Петра Орсеоло, Степан I втрутився в міжусобиці в Угорщині, завдяки чому розширив володіння Хорватії до річки Дрина на сході. Цим скористався венеційський дож Доменіко I Контаріні і у 1050 році відвоював Задар.
Помер у 1058 році. Владу успадкував син Петар Крешимир.

## Родина
Дружина — Ґіцела Орсеоло
Діти:
- Петар Крешимир (?-1074/1075), король Хорватії у 1058—1074 роках
- Сісса
- Частимир Гойслав (д/н)